# Savoia-Marchetti S.71

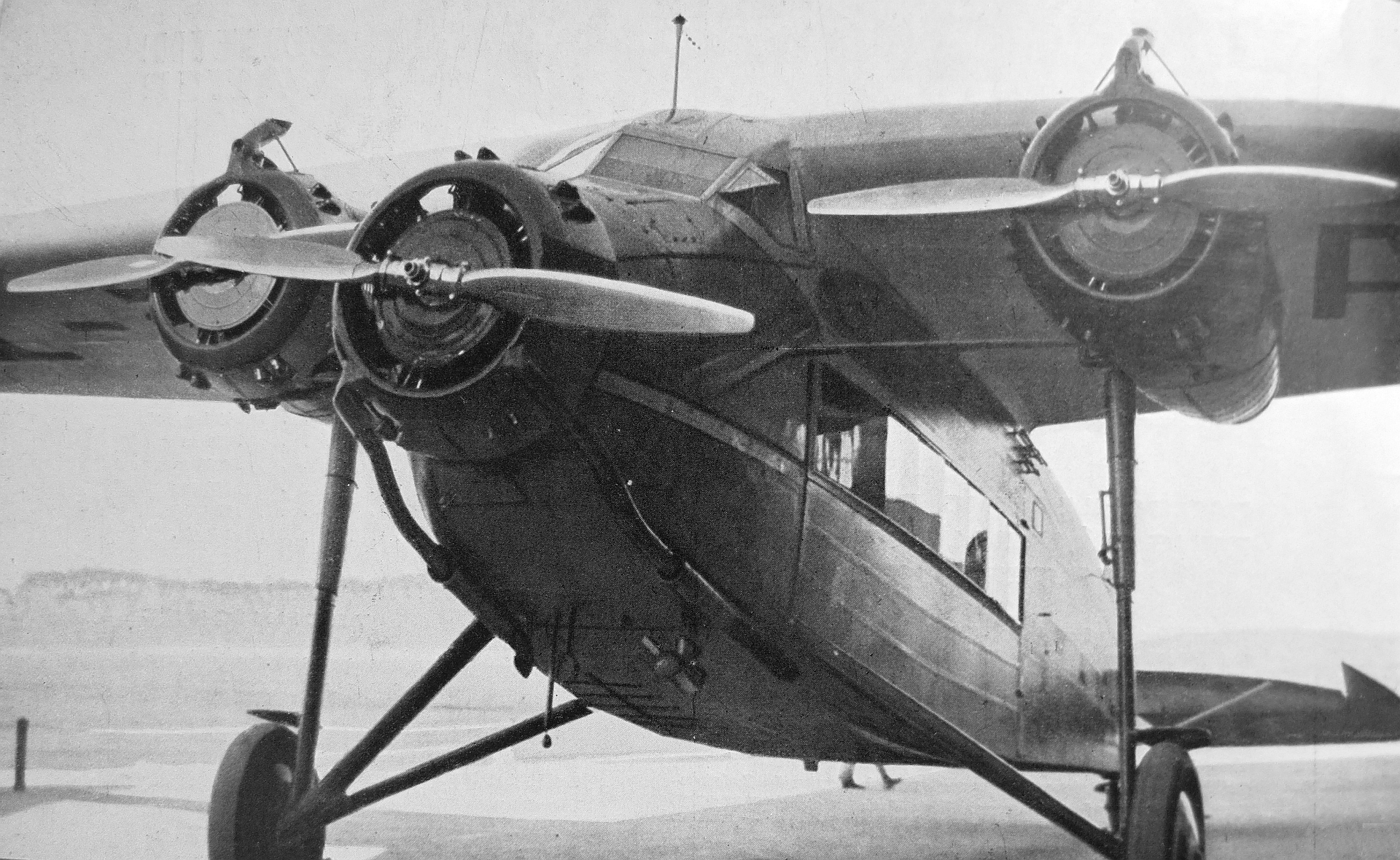
Čelní pohled na Savoiu-Marchetti S.71 u letecké společnosti Ala Littoria

Savoia-Marchetti S.71 byl italský lehký dopravní letoun navržený a vyráběný společností Savoia-Marchetti začátkem 30. let 20. století. Tento letoun znamenal pro společnost Savoia-Marchetti první úspěšný krok na pole pozemních dopravních letounů. Vycházel z osvědčených konstrukcí společnosti Fokker, avšak byl dokonalejší tím, že motorové gondoly nebyly zavěšeny pod křídlem, ale byly připevněny před náběžnou hranu křídla.

## Vznik a vývoj

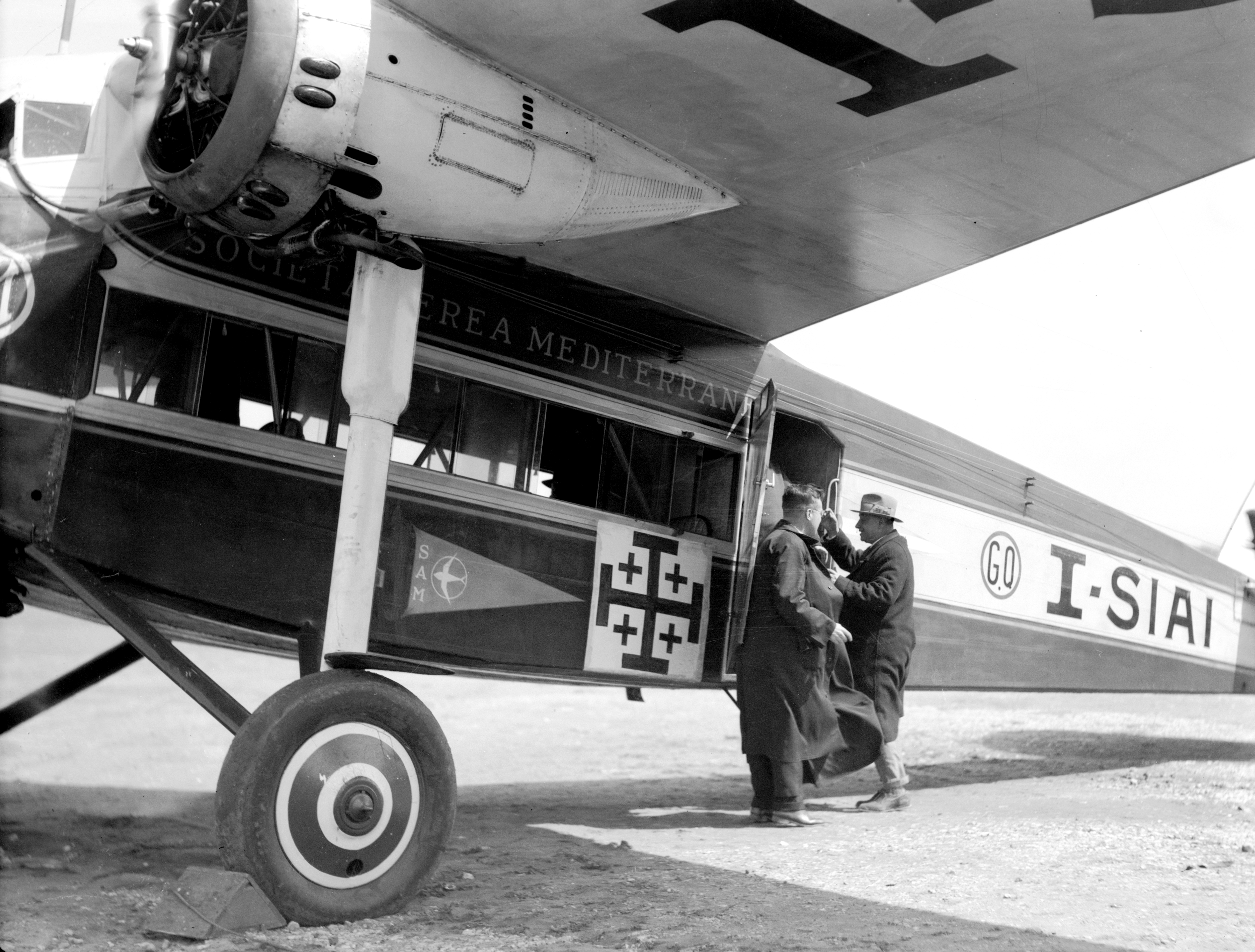
Savoia-Marchetti S.71 s imatrikulací I-SIAI na letišti v Ramle, 1933.

Savoia-Marchetti se zabývala převážně vodními letouny, u kterých se proslavila konstrukcí samonosného celodřevěného křídla s tlustým profilem. Toto křídlo potom firma použila pro svůj pozemní třímotorový hornoplošník, který pro ni znamenal první úspěšný krok na pole pozemních dopravních letounů. Jednalo se o třímotorový hornoplošník se samonosným křídlem tlustého profilu a s pevným záďovým podvozkem. Měl tříčlennou osádku a jeho kabina pojala 8–10 cestujících.

## Popis letounu
Letoun byl smíšené konstrukce. Křídlo bylo celodřevěné s dýhovým potahem polepeným plátnem. Podvozek, trup a ocasní plochy byly svařeny z ocelových trubek a potaženy plátnem. V křídle umístěné 4 benzinové nádrže byly z duralu. Trup svým tvarem připomínal dopravní Fokkery. Před kabinou pro cestující byl za průhlednou stěnou pilotní prostor. V zadní části kabiny byl prostor pro zavazadla a toaleta.
První čtyři letadla byla poháněna třemi hvězdicovými motory Walter Castor o výkonu 177 kW (240 k) s kruhovými kryty typu NACA. Od roku 1932 byly místo motorů Walter Castor I montovány výkonnější verze Walter Castor II, později byl použit devítiválcový motor Walter Pollux II 253 kW (340 k), ale poslední tři kusy měly motory Piaggio P.VII o výkonu 276 kW (370 k).

## Použití
Všechny vyrobené kusy provozovala společnost Società Aerea Mediterranea (SAM), později součást Ala Littoria. Počátkem roku 1931 byl učiněn s tímto letounem a motory Walter Castor úspěšný pokus o světový výškový rekord. Letoun s užitečným zatížením 2000 kg dosáhl výšky 6550 m, což po přepočtu na standardní atmosféru dle tabulek Mezinárodní letecké federace (FAI) znamenalo výšku 6700 m.
Do italského leteckého rejstříku bylo zapsáno v letech 1931-1934 a v letech 1935-1938 celkem 9 letounů s imatrikulacemi I-AAYP, I-ABIV, I-AEDO, I-ALPI, I-EOLO, I-PALO, I-ROMA, I-SIAI a I-TALO. Tato nesrovnalost v počtu letounů je dána tím, některé stroje byly rejstříku zapsány dvakrát. Bylo jich skutečně vyrobeno "jen" sedm pod výrobními čísly 7101-7107.
Jedno z letadel provozovaných Ala Littoria (I-ABIV) muselo 29. ledna 1934 při letu Řím – Buenos Aires nuceně přistát na pláži ve Fortaleze (Brazílie), protože mu došlo palivo. Při havárii došlo ke zranění 4 členů posádky, letoun byl odepsán. Podobný osud měly i letouny I-SIAI, který byl v červenci 1934 zničen při nuceném přistání, I-ALPI, který havaroval v lednu 1935, a konečně I-EOLO, který takto skončil v říjnu 1939.

## Uživatelé
- Italské království
  - Società Aerea Mediterranea
  - Ala Littoria

## Specifikace

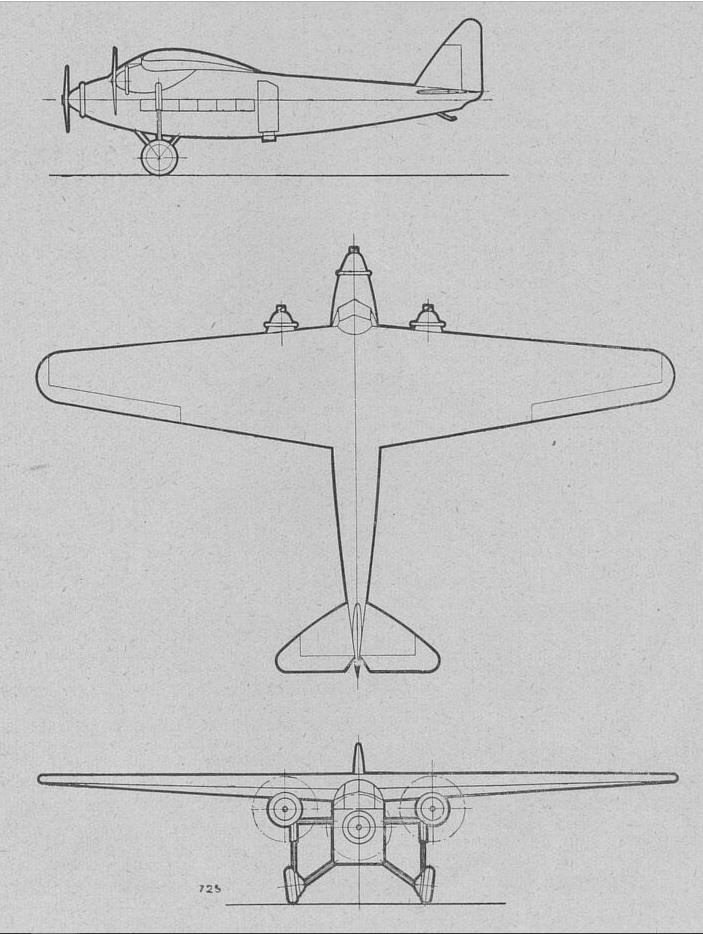
Savoia-Marchetti S.71, třípohledový nákres

Údaje podle

### Technické údaje
- Posádka: 3
- Kapacita: 8–10 cestujících
- Délka: 14,0 m
- Rozpětí křídla: 21,2 m
- Nosná plocha: 59,0 m²
- Výška: 4,1 m
- Prázdná hmotnost: 2 890 kg
- Maximální vzletová hmotnost: 4 600 kg
- Pohonná jednotka: 3 × vzduchem chlazený sedmiválcový hvězdicový motor Walter Castor, resp. Walter Castor II
- Výkon pohonné jednotky:
  - vzletový - Castor I: 260 k (191,2 kW) při 1850 ot/min, Castor II: 300 k (220,7 kW) při 2000 ot/min
  - jmenovitý- Castor I: 240 k (176,5 kW) při 1750 ot/min, Castor II: 260 k (191,2 kW) při 1800 ot/min
- Vrtule: dvoulistá, duralová

### Výkony
- Maximální rychlost: 235 km/h
- Cestovní rychlost: 180 km/h
- Dolet: 1 600 km
- Maximální dostup: 6 000 m
- Praktický dostup: 5 250 m